# 佩蒂纳克斯

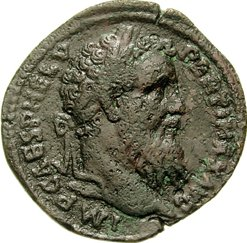
铸有佩蒂纳克斯头像的硬币

佩蒂纳克斯（Publius Helvius Pertinax，126年8月1日—193年3月28日）是五帝之年的第一位罗马皇帝。

## 出生和骑士生涯
佩蒂纳克斯是一名来自利古里亞的被释放的奴隶的儿子。他首先任教师，约160年进入罗马军队任军官，并且被提升为骑士。他首先在叙利亚任第七高卢辅助军大队的长官，并参加了对安息的战争。约165年他被调往不列颠，升为第六军团的保民官。后来又任当地一千人的第一佟古累人大队的长官。
此后他在默西亚行省带领一支500人的辅助骑兵队（Ala quingenaria）。168年他转向民政，出任意大利北部最低级的資深長官。约169年他又回到军队，成为莱茵河水军的指挥官。170年，他已经成为三个達基亞行省以及上默西亚行省的最高级资深长官了。他的生涯可以说是青云直上。此后他在抵挡入侵意大利的日耳曼人的战役中有功。

## 元老
由于他的军事功劳以及由于他有强大的支持者，他于171年左右成为元老院成员。从169年开始他就已经成为当时的皇帝馬爾庫斯·奧列里烏斯的女婿了。馬爾庫斯·奧列里烏斯来自叙利亚，两人是在那里结识的。馬爾庫斯·奧列里烏斯赏识佩蒂纳克斯的才干。佩蒂纳克斯出任驻扎在上潘诺尼亚的第一军团的指挥官。在马克曼尼人战争中他将入侵的日耳曼人全部从雷蒂安行省和诺里克行省驱逐出去，再立大功。他也参加了在日耳曼人地区的攻势。为此他于175年被授予特别执政官的职务。

## 康茂德时期
180年，馬爾庫斯·奧列里烏斯的儿子康茂德继位，从182年至185年起，禁卫军长官塞克圖斯·蒂吉迪烏斯·佩倫尼斯是罗马帝国的实际掌权者，他决定所有重要的人事问题，并使得有些人的生涯中止。佩蒂纳克斯被迫辞职引退。在这段时间裡他隐居在他利古里亞的家乡。185年，佩瑞尼斯被殺死后，一名被释放的奴隶克里安德馬庫斯·奧里利烏斯·克里安德取代佩瑞尼斯，成为康茂德的决策者。此时佩蒂纳克斯得以重返政坛。从185年至187年，他是不列颠的总督，通过平定当地的士兵暴动他获得好的声誉。从188年至189年，他出任阿非利加省的资深执政官，此后任罗马市的城市执政官。
由于克里安德出售公职，因此臭名昭著，被人仇恨。190年，他被一次阴谋推翻。他的对手人為製造出罗马市内粮食紧缺的局面，并指责他應當为此负责。在罗马市内爆发动乱和骚动。为稳定人心，康茂德下令处死克里安德。在这个阴谋中佩蒂纳克斯作为罗马市的城市执政官起一个关键作用。他在这次动乱中显然赢得力量。192年，他第二次获得特别执政官的荣誉。

## 皇帝
191年，新的禁卫军指挥官雷图斯（Aemilius Laetus）决定除掉康茂德，以避免自己成为不断进行的阴谋的牺牲品，他想要自己立一名他选择的皇帝。192年12月31日，雷图斯下令谋杀康茂德，并推举佩蒂纳克斯为新皇帝。
由于雷图斯是谋杀康茂德的人，而佩蒂纳克斯又是他树立的，因此有人怀疑佩蒂纳克斯在这个阴谋中插手。这个推测是否正确历史学家们的意见不一。当时遗留下来的文献也没有定论。

## 统治和死亡
佩蒂纳克斯在位仅三个月，在此期间发生了多次兵变和阴谋。他的处境很糟糕，因为他缺乏自己的势力基础，而是完全依靠禁军和首都的士兵，而雷图斯则继续打算从幕后决策。
经过康茂德的长年统治后，不但国家经济一败涂地，而且国民对皇帝的尊重和传统的权威也丧失殆尽。虽然佩蒂纳克斯受罗马市民的爱戴，但是这对他来说并無助益。193年3月28日，他被叛乱的士兵杀死。依今日史家的分析，这事故好像不是一次策划的阴谋，或者计划好的兵变，而是士兵廢弛纪律所造成的意外。
后来尤利安努斯靠著賄賂士兵們而獲得皇帝寶座，但塞維鲁打着为佩蒂纳克斯复仇的旗号把尤利安努斯殺死並自立，他上臺後将佩蒂纳克斯尊为神。